# Nokere Koerse 1995
La Nokere Koerse 1995, cinquantesima edizione della corsa, si svolse il 15 marzo per un percorso con partenza ed arrivo a Nokere. Fu vinta dal belga Jo Planckaert della squadra Collstrop-Lystex davanti ai connazionali Michel Vermote e Geert Van Bondt.

## Ordine d'arrivo (Top 10)
| Pos. | Corridore            | Squadra                        | Tempo |
| ---- | -------------------- | ------------------------------ | ----- |
| 1    | Jo Planckaert        | Collstrop-Lystex               |       |
| 2    | Michel Vermote       | Le Groupement                  |       |
| 3    | Geert Van Bondt      | Asfra Racing Team-Orlans-Blaze |       |
| 4    | Raymond Meijs        | Asfra Racing Team-Orlans-Blaze |       |
| 5    | Nico Mattan          | Lotto-Isoglass-Echo            |       |
| 6    | Fabio Roscioli       | Refin-Cantina Tollo            |       |
| 7    | Frank Van Den Abeele | Refin-Cantina Tollo            |       |
| 8    | Adri Van Der Poel    | Collstrop-Lystec               |       |
| 9    | Johan Capiot         | Refin-Cantina Tollo            |       |
| 10   | Michel Zanoli        | Asfra Racing Team-Orlans-Blaze |       |